# Ctenus velox
Ctenus velox este o specie de păianjeni din genul Ctenus, familia Ctenidae, descrisă de Blackwall, 1865. Conform Catalogue of Life specia Ctenus velox nu are subspecii cunoscute.